# 阿部守太郎

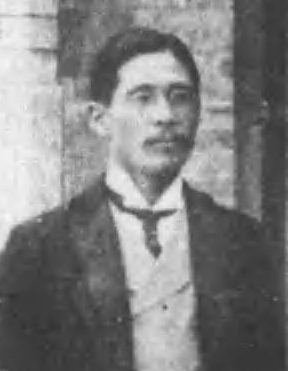
阿部守太郎

阿部 守太郎（あべ もりたろう、明治5年11月10日（1872年12月10日） - 大正2年（1913年）9月6日）は、日本の外交官、外務省政務局長。対中国強硬論者に暗殺された。妻の生は末弘直方の次女。

## 経歴
大分県下毛郡桜洲村（現在の中津市）出身。第三高等中学校を経て、1896年（明治29年）に東京帝国大学法科大学政治科を卒業した。同年、高等文官試験に合格し、大蔵属として主計局、理財局、主税局に勤務した。翌1897年（明治30年）、外務書記官に転じ、通商局第二課長心得となった。1899年（明治32年）、参事官に昇進し、翌年からは加藤高明外務大臣の秘書官も兼任した。1901年（明治34年）、イギリス公使館二等書記官となり、1905年（明治38年）からは清国公使館一等書記官を務めた。1909年（明治42年）、再び外務省参事官となり、1912年（明治45年）には政務局長に任命された。
1913年、第二革命が勃発していた中華民国で、北京政府軍が9月1日に南京を占領した際に、日本人が惨殺された。外務省の姿勢を軟弱として批判が高まるなか、9月5日、阿部は帰宅中赤坂区霊南坂の官邸前で、岩田愛之助に影響を受けた岡田満・宮本千代吉の2名の青年によって刺され、翌6日に死去した（阿部守太郎暗殺事件）。事件の日、阿部は駐ベルギー特命全権公使に任ぜられたばかりだった。犯人の岡田は9日に自決し、岩田は殺人教唆で懲役刑となった。墓所は青山霊園。

## 栄典
位階
- 1897年（明治30年）11月20日 - 従七位[7]
- 1901年（明治34年）4月20日 - 従六位[8]
- 1905年（明治38年）8月21日 - 正六位[9]
- 1907年（明治40年）11月20日 - 従五位[10]
- 1910年（明治43年）2月21日 - 正五位[11]
- 1913年（大正2年）9月6日 - 従四位[12]

勲章等
- 1902年（明治35年）
  - 3月5日 - 勲五等瑞宝章[13]
  - 12月28日 - 双光旭日章[14]
- 1906年（明治39年）4月1日 - 勲四等旭日小綬章[15]
- 1909年（明治42年）10月11日 - 勲三等瑞宝章[16]
- 1911年（明治44年）8月24日 - 勲二等旭日重光章[17]
- 1912年（大正元年）8月1日 - 韓国併合記念章[18]
- 1913年（大正2年）9月6日 - 勲一等瑞宝章[12]